# Гаврилов, Николай Емельянович
Николай Емельянович Гаврилов (2 января 1929, Тансарино, Урмарский район, Чувашская АССР — 23 июля 2005, Санкт-Петербург) — советский передовик производства, Герой Социалистического Труда.

## Биография
Родился в деревне Тансарино Урмарского района, в чувашской семье.
Работал пастухом, конюхом в колхозе. После демобилизации из Советской Армии в 1953 уехал в Ленинград, работал плотником, затем в течение 35 лет – бригадиром комплексной строительной бригады.

## Награды
- Указом Президиума Верховного Совета СССР от 7 мая 1982 за успехи, достигнутые при строительстве Синявинского птицеводческого комплекса Ленинградской области, удостоен звания Героя Социалистического Труда.
- Дважды награждён орденом Ленина (1974, 1982);
- Медаль «За трудовое отличие» (1965)